# 奥高
奥高（丹麥語：或），使用于瑞典、丹麦和挪威的瑞典语、丹麦语和挪威语姓氏。以下知名人物使用此姓氏：
- 雅各布·奥高（1973年7月31日－），生于丹麦的苏格兰国际象棋棋手。